# Низложенная королева Юн
Низложенная королева Юн (폐비윤씨 (廢妃尹氏), 15 июля 1455 — 29 августа 1482) — чосонская королева-консорт, вторая жена вана Сонджона. Мать следующего правителя Чосона — принца Ёнсана. Она была королевой с 1476 года до своего низложения в 1479 году. Детей в браке не было.
Личное имя этой дамы неизвестно. Она происходила из клана Хаман Юн, её отцом был Юн Кигён. Согласно семейным записям, одним из её предков был корёсский военачальник Юн Кван (윤관).
Госпожа Юн первоначально была наложницей Сонджона, потом возведена в ранг королевы после смерти его первой жены. В результате дворцовых интриг в 1479 году королева Юн была низложена и изгнана из дворца. В 1482 году обвинена и приговорена к смерти через отравление.
Низложение королевы и её последующая смерть стали источником периодических политических беспорядков, кульминацией которых стали массовые репрессии сторонников политической фракции сарим[уточнить], организованные в 1498 году Ёнсан-гуном.

## Жизнеописание

### Ранние годы
Госпожа Юн родилась 15 июля 1455 год в семье Юн Кигёна из клана Хаман Юн и его второй жены, госпожи Син из клана Корён Син. Её[чья?] внучатая племянница вышла замуж за Ли Ряна (влиятельный политик и дядя по материнской линии королевы Инсун, жены короля Мёнджона).

### Дворцовая жизнь
Вначале она была наложницей Сонджона, получив титул сугэ́ (숙의, 淑 儀) — младшей наложницы второго ранга. В 1473 году Хан Сонъи, первая супруга Сонджона, умерла. Поскольку она умерла бесплодной, советники призвали короля взять вторую главную жену, чтобы обеспечить королевскую преемственность. Наложница Юн была выбрана новой королевой за свою красоту и была утверждена на престол 8 августа 1476 года в возрасте 21 года. Несколько месяцев спустя она родила Ли Юна, который позже стал Ёнсан-гуном.

### Королева-консорт
Новая королева оказалась темпераментной и очень ревнивой к остальным наложницам Сонджона, даже опустившись до отравления одной из них в 1477 году. Однажды ночью в 1479 году она расцарапала короля, оставив видимые царапины на его лице. Король пытался скрыть травму, но его мать, вдовствующая королева Инсу, узнала правду, и приказала свергнуть королеву и отправить её в изгнание.
После нескольких попыток реабилитации, инициированных ее партией, влиятельные правительственные чиновники ходатайствовали о её казни. Свергнутая королева была приговорена к смертной казни через отравление. Она отдала ткань с ее кровью своей матери и попросила передать ее ее сыну[уточнить].
Позже она стала известна как Низложенная королева Юн. Значение «Пхеби Юн-сси» (폐비윤씨, 廢妃 尹氏), ее нынешнего имени в Корее, означает «Свергнутая супруга из семьи Хаман Юн». Западные упоминания[уточнить] чаще используют название Свергнутая госпожа Юн.

### После смерти
После её смерти судебные чиновники снова призвали Сонджона выбрать жену из числа наложниц. Дочь одного придворного чиновника, королевская супруга Сук-э из клана Папён Юн, стала следующей королевой.
Утверждается, что королева Чонхён под влияением своего отца Юн Хо и шестого двоюродного брата Юн Пхильсана помогла приблизить кончину королевы Юн. Но неизвестно, насколько королева Чонхён, которой в то время было 17 лет, была вовлечена в ликвидацию свергнутой королевы Юн. Предполагается, что за этим также стояла королева Чонсун.
Сын низложенной королевы Юн, принц Ёнсан, вырос, думая что королева Чонхён была его биологической матерью. Но, заняв трон в 1494 году, он в конце концов узнал что случилось с его биологической матерью, и попытался посмертно восстановить её титулы и положение. Из-за противостояния с чиновниками и политической фракцией сарим, способ и причина смерти королевы Юн стали удобным предлогом, чтобы очистить двор и правительство от противников и критиков правления Ёнсангуна.
Во время своего правления Ёнсан почтил свою мать посмертным титулом «Королева Чехон из клана Хаман Юн» (제헌왕후 윤씨, 齊獻王后 尹氏).

## Семья

### Родители
- Отец — Юн Кигён (윤기견)
  - а) Дедушка — Юн Юн (윤응)
    - б) Прадед — Юн Дык-ронг[уточнить] (윤득룡, 尹得龍)
    - б) Прабабушка — госпожа Мин из клана Ёхын Мин (정부인 여흥 민씨, 貞夫人 驪興 閔氏)

  - а) Бабушка — госпожа Квон из клана Андон Квон (안동 권씨)
- Тетя — госпожа Юн из клана Хаман Юн. Муж: Чхве Чом-ро (최첨로, 崔添老)
  - Двоюродный брат — Чхве Мунсун (최문손, 崔文孫)
  - Двоюродный брат — Чхве Хёсон (최효손, 崔孝孫)
- Мать — госпожа Син из клана Корён Син (정부인 고령 신씨, 貞夫人 高靈 申氏); вторая жена Юн Кигёна[4]
  - а) Дедушка — Син Пён (신평, 申枰) (1390—1455)
  - а) Бабушка — госпожа Ма из клана Чанхын Ма (정부인 장흥 마씨, 貞夫人 長興 馬氏);[5] вторая жена Син Пана
- Мачеха — госпожа Ли из клана Янсон Ли (증 부부인 양성 이씨, 贈 府夫人 陽城 李氏)

### Братья и сёстры
- Старший сводный брат — Юн У (윤우, 尹遇)
  - Сводная племянница — госпожа Юн из клана Хаман Юн (윤씨, 尹氏). Муж: Чон Джин (정진, 鄭秦)
- Старший сводный брат — Юн Хэ (윤해, 尹邂)
- Старший сводный брат — Юн Ху (윤후, 尹逅)
- Старший брат — Юн Гу (윤구, 尹遘) (? — 1513). Жена: госпожа Квон из клана Андон Квон (정부인 안동 권씨, 貞夫人 安東 權氏)
  - Племянник — Юн Джиим (윤지임, 尹之任)
    - Внучатый племянник — Юн Ун (윤운, 尹雲)
    - Внучатый племянник — Юн Дже (윤제, 尹霽); стал приёмным сыном Юн Джихва

  - Племянник — Юн Джихва (윤지화, 尹之和) (1476—1558)
  - Племянник — Юн Джичан (윤지청, 尹之淸)
    - Внучатый племянник — Юн Рим (윤림, 尹霖)
    - Внучатая племянница — госпожа Юн из клана Хаман Юн. Муж: внучатый племянник: Ли Рян (이량, 李樑) (17 ноября 1519 г. — 8 марта 1563 г.)[6]

### Муж
- Сонджон (20 августа 1457 г. — 20 января 1494 г.) (조선 성종)

### Дети
- Сын — Ли Юн, Ёнсан-гун (23 ноября 1476 — 20 ноября 1506) (조선 연산군). Жена: королева Джинвондок из клана Гочан Син (제인원덕 신씨) (15 декабря 1476 г. — 16 мая 1537 г.)
- безымянный сын (대군) (? — 1479)

## В искусстве

### В телесериалах и кино
Образ королевы Юн появлялся в южнокорейских фильмах и телесериалах, её роль сыграли южнокорейские актрисы:
- Ли Гисон в телесериале «500 лет Чосона — Дерево умэ посреди снега» (MBC, 1984—1985).
- Сону Ынсук в фильме 1987 года «Принц Ёнсан».
- Ким Ёнэ́ в фильме 1988 года «Дневник короля Ёнсана».
- Чан Сохи в телесериале «Хан Мёнхо» (KBS, 1994 год).
- Ким Соннён в телесериале «Король и королева» (KBS, 1998—2000).
- Ли Джухи в телесериале «Дэ Чан Гым» (MBC 2003—2004 гг.).
- Ку Хесон и Пак Боён в телесериале «Король и я» (SBS, 2007—2008).
- Чон Хебин и Джин Джихи в телесериале «Инсу, королева-мать» (JTBC, 2011—2012 гг).
- Ким Джиён в фильме 2015 года «Вероломный».
- У Хиджи́н в телесериале 2017 года «Королева на семь дней» (KBS2).

### Роман
- «Кровь на королевском рукаве» Пак Чонхва.